# Katori (Schiff, 1940)
Die Katori (japanisch 香取) war ein Schulkreuzer (Leichter Kreuzer) der Kaiserlich Japanischen Marine und Typschiff der gleichnamigen Klasse, welcher im Zweiten Weltkrieg zum Einsatz kam.

## Geschichte

### Bau
Der Bauauftrag für die spätere Katori wurde mit der Baunummer 72 im Rahmen des 3. Kreis-Bauprogramms (Maru 3 Keikaku) von 1937 bei Mitsubishi geordert. Diese legte den Rumpf am 28. August 1938 auf ihrer Werft in Yokohama auf Kiel und das zu Wasser lassen erfolgte am 17. Juli 1939. Die Indienststellung erfolgte am 20. April 1940 unter dem Kommando von Kaigun-taisa (Kapitän zur See) Ichioka Hisashi, welcher bereits seit dem 1. November 1939 als sogenannter Oberster Ausrüstungsoffizier (jap. 艤装員長, gisō inchō) mit der Baubelehrung beauftragt gewesen war.

### Einsatzgeschichte

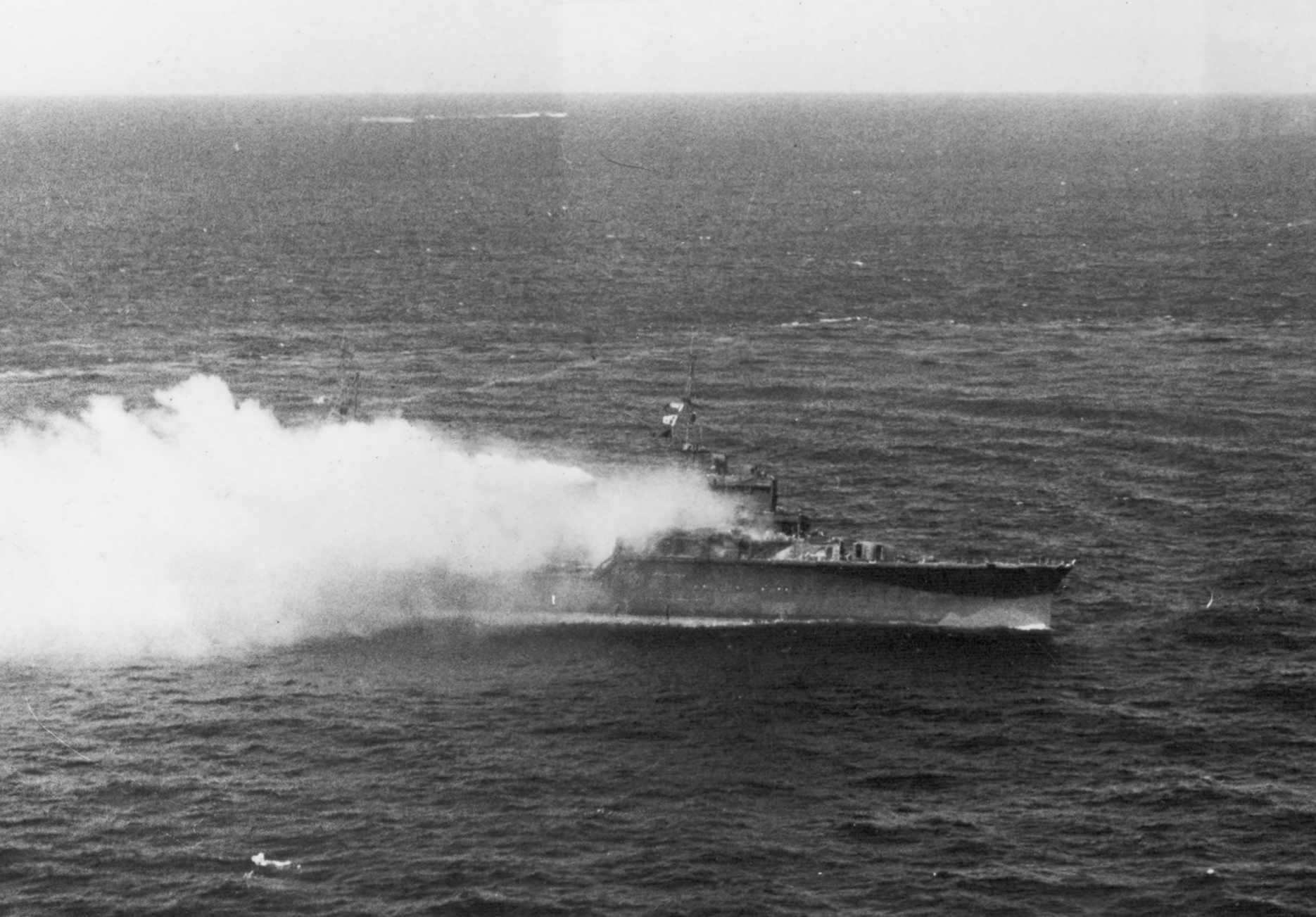
Amerikanische Luftaufnahme der brennenden Katori, in Truk im Februar 1944.

Die Katori führte nach Indienststellung zusammen mit ihrem Schwesterschiff Kashima ihre einzige große Ausbildungsreise durch. Nach ihrer Rückkehr wurde sie zur Verwendung als Führungsschiff des 1. U-Bootgeschwaders umgebaut und ab Mai 1941 als Flaggschiff der 6. (U-Boot)-Flotte in Truk eingesetzt. Als dieses wurde sie am 1. Februar 1942 bei Kwajalein durch einen Angriff von Flugzeugen der Enterprise leicht beschädigt. Nach Reparatur in Japan kehrte es in April nach Truk zurück. Abgesehen von zwei kleinen Überholungen in Japan, blieb sie bis Februar 1944 als Flaggschiff der 6. Flotte im Zentralpazifik, hauptsächlich in Truk eingesetzt. Ab diesem Zeitpunkt wurde sie dem Kommando der Geleitkräfte unterstellt und nach Japan beordert, um zum U-Bootabwehrschiff umgebaut zu werden. Ihre Abreise wurde auf den 17. Februar 1944 gelegt. Weshalb sie sich bei Beginn der Operation Hailstone noch in Truk befand und von einem Flugzeugtorpedo getroffen wurde. Nach erfolgter provisorischer Reparatur ging die Katori in See und traf etwa 40 Seemeilen nordwestlich von Truk auf einen amerikanischen Kreuzerverband, welcher sie am 18. Februar auf Position 7° 45′ S, 151° 20′ O versenkte. Sie wurde am 31. März 1944 von der Liste der Schiffe der Kaiserlichen Japanischen Marine gestrichen.

## Name

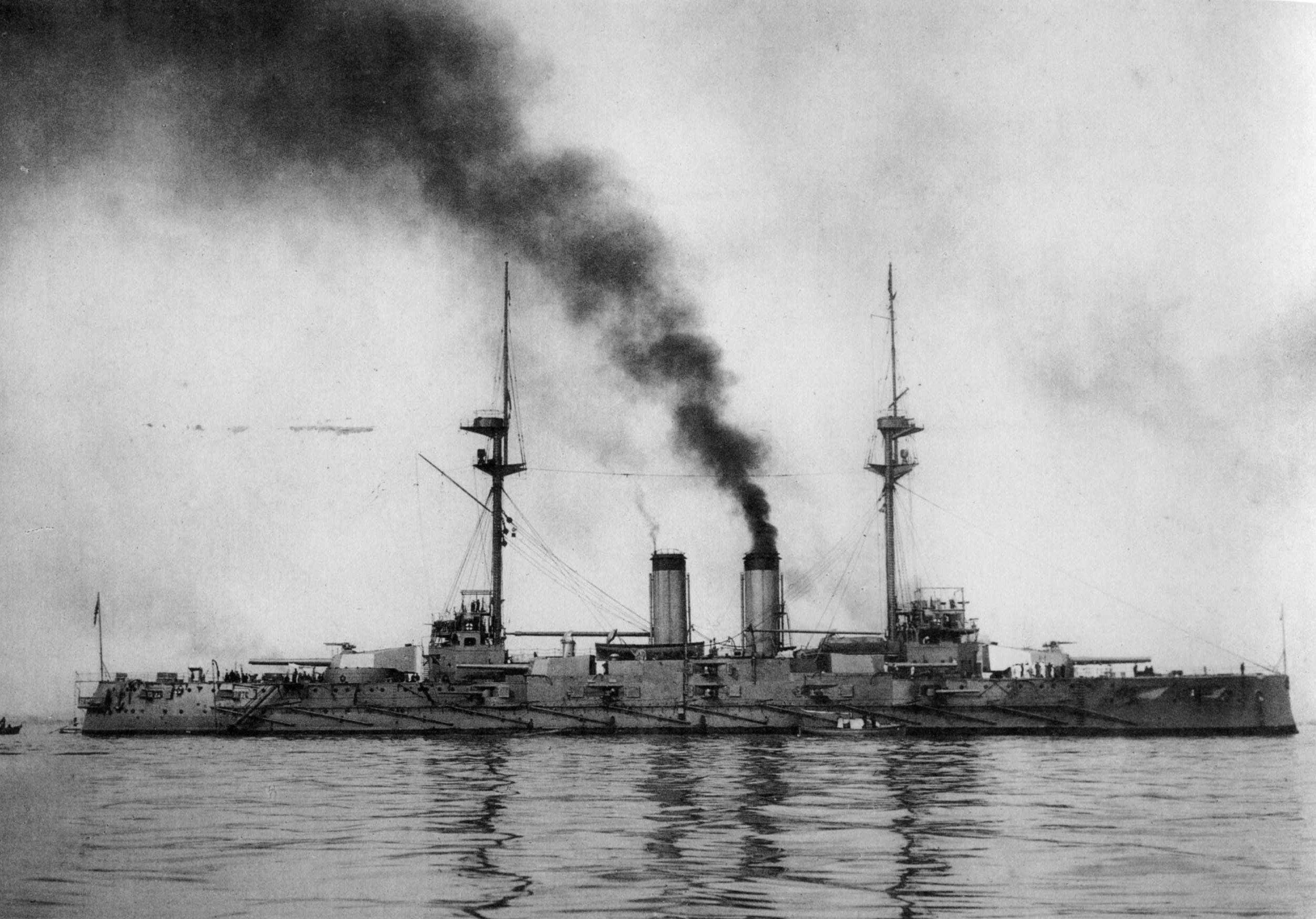
Die Namensvorgängerin

Die Katori war nach dem Einheitslinienschiff gleichen Namens – welches von Mai 1906 bis September 1923 in Dienst stand – das zweite Kriegsschiff einer japanischen Marine, welches diesen Namen trug.

## Liste der Kommandanten
| Nr. | Name                             | Beginn der Amtszeit | Ende der Amtszeit | Bemerkungen                                            |
| --- | -------------------------------- | ------------------- | ----------------- | ------------------------------------------------------ |
| -   | Kapitän zur See Miyazato Shutoku | 1. Juli 1939        | 1. November 1939  | mit der Baubelehrung betraut                           |
| 1.  | Kapitän zur See Ichioka Hisashi  | 20. April 1940      | 15. Oktober 1940  | seit dem 1. November 1939 mit der Baubelehrung betraut |
| 2.  | Kapitän zur See Mito Hisashi     | 15. Oktober 1940    | 6. Januar 1941    |                                                        |
| 3.  | Kapitän zur See Owada Noboru     | 6. Januar 1941      | 1. Juli 1942      |                                                        |
| 4.  | Kapitän zur See Nakaoka Nobuki   | 1. Juli 1942        | 28. November 1942 |                                                        |
| 5.  | Kapitän zur See Miyazaki Takeji  | 28. November 1942   | 20. Juli 1943     |                                                        |
| 6.  | Kapitän zur See Minakuchi Hyoe   | 20. Juli 1943       | 15. Oktober 1943  |                                                        |
| 7.  | Kapitän zur See Oda Tamekiyo     | 15. Oktober 1943    | 18. Februar 1944  |                                                        |